# هنري هورن (سياسي)
هنري هورن (بالإنجليزية: Henry Horne)‏ هو سياسي أسترالي، ولد في 8 سبتمبر 1872، وتوفي في 14 يوليو 1955. حزبياً، نشط في حزب العمال الأسترالي. وقد انتخب عضو الجمعية التشريعية نيو ساوث ويلز وانتخب عضو المجلس التشريعي نيو ساوث ويلز.